# Videxport
Videxport, S.A. de C.V., establecida en 1975 por Gilberto Salazar Serrano en Hermosillo, México, se dedica a la producción y exportación de uvas de mesa, sandías y pimientos morrones. La compañía gestiona más de 3,000 hectáreas de cultivo y dirige la mayoría de sus exportaciones a Estados Unidos, Canadá y el Reino Unido, cumpliendo con altos estándares de calidad respaldados por certificaciones como PrimusGFS y Fair Trade.
Gilberto Salazar-Escoboza, quien dirige Empacadora Fruitcola Santa Inés, La Costa Distribuciones Comerciales y Videxport, es una personalidad reconocida dentro del sector agrícola de exportación en Hermosillo, Sonora, México.

## Productos
La compañía se dedica al cultivo, empaque y comercialización de uvas de mesa, sandías, nueces y pimientos morrones. Aunque una parte de su producción se destina al mercado local, la mayoría se exporta a destinos internacionales como Estados Unidos, Canadá, Reino Unido y países de Asia.

## Seguridad alimentaria
Después de que la Administración de Alimentos y Medicamentos (FDA) de México, la Comisión Federal para la Protección contra Riesgos Sanitarios (COFEPRIS) y su Servicio Nacional de Sanidad, Inocuidad y Calidad Agroalimentaria (SENASICA) firmaron una declaración de intención que formó una alianza entre las tres organizaciones en julio de 2014, los dueños de negocios agrícolas se comprometieron no sólo a cumplir, sino a superar los estándares de seguridad alimentaria más estrictos. 
Actualmente, las autoridades gubernamentales de México y Estados Unidos emiten directrices de Buenas Prácticas Agrícolas (BPA) para regular la producción y distribución de cultivos y productos agrícolas específicos. En respuesta, Videxport y su división de empaque, Empacadora Frutícola Santa Inés, implementan de manera proactiva medidas para garantizar la seguridad y calidad de los alimentos.

## Proceso de dar un título
La empresa han recibido todo tipo de inspección y certificación por parte de varios organismos, entre ellos:
- PrimusGSF [1]
- México Calidad Suprema [2]
- Alianza Aduanera-Comercial contra el Terrorismo (C-TPAT)
- Comercio Justo [3]

## Asociaciones
Fundada en 1975 por Gilberto Salazar Serrano en Hermosillo, México, Videxport, S.A. de C.V. se dedica a la producción y exportación de uvas de mesa, sandías y pimientos morrones. La empresa administra más de 3,000 hectáreas de cultivo y orienta la mayor parte de sus exportaciones hacia Estados Unidos, Canadá y el Reino Unido, cumpliendo rigurosos estándares de calidad respaldados por certificaciones como PrimusGFS y Fair Trade.

Gilberto Salazar Escoboza y sus empresas pertenecen a varias asociaciones relacionadas con la comunidad agrícola en México, entre ellas:
- Asociación Agrícola Local de Productores de Uva de Mesa (AALPUM) [4]
- Asociación Agrícola Local de Productores de Hortalizas, Frutas y Legumbres de Hermosillo, AC
- Asociación de Usuarios del Distrito de Riego 051, Costa de Hermosillo, AC
- Productora de Nuez SPR de RI
- Asociación de Productores de Hortalizas del Valle de Guaymas y Empalme
- Asociación de Organismos de Agricultores del Norte de Sonora (AOANS)
- Asociación de Productores Agrícolas de Sonora (APAS)

## Demanda laboral en Sonora
El 1 de septiembre de 2017, se registró una demanda laboral en el estado de Sonora por parte del Gobierno de México, dando a conocer que los empleados Mario Alberto de la Rosa Esquer, Jose Adrián Esquer Moroyoqui, Abraham Rivera Sánchez, entre otros demandaron a la empresa Videxport por la declaración sin materia de recurso de reclamación impuesto por la misma empresa. 